# Isín (Sabiñánigo)
Isín ist ein spanischer Ort in der Provinz Huesca der Autonomen Gemeinschaft Aragonien. Isín, im Pyrenäenvorland liegend, gehört zur Gemeinde Sabiñánigo. Der Ort wurde in den 1960er Jahren verlassen und 1970 aus dem amtlichen Ortsverzeichnis gelöscht. Er bietet heute Unterkünfte für Touristen.